# Tyrie Cleveland
Tyrie Cleveland (Houston, 20 settembre 1997) è un giocatore di football americano statunitense che milita nel ruolo di wide receiver per i Philadelphia Eagles della National Football League (NFL).

## Carriera

### Denver Broncos
Cleveland al college giocò a football a Florida dal 2016 al 2019. Fu scelto nel corso del settimo giro (252º assoluto) del Draft NFL 2020 dai Denver Broncos. Nella sua stagione da rookie ricevette 6 passaggi per 63 yard e guadagnò 234 yard su ritorno in 10 partite.

### Philadelphia Eagles
Il 17 gennaio 2023 Cleveland firmò con la squadra di allenamento dei Philadelphia Eagles.

## Palmarès
- National Football Conference Championship: 1

Philadelphia Eagles: 2022